# 龍埔路
龍埔路為臺北大學特定區前往鶯歌、板橋、土城等區的主要道路，東南端銜接介壽路二段路口，經跨越三峽河（三角湧大橋），終點至西端銜接大學路與三樹路口，寬度約30公尺，長度約1,457公尺。

## 沿革
台北大學特定區對外聯絡道路主要仰賴縣道110線（復興路）、鄉道北85線（三樹路 ）及台3線（介壽路），往返三峽、鶯歌、土城、板橋等地區，造成復興路嚴重塞車，因此建設台北大學特定區聯外道路，增加附近交通便利。新北市政府於2015年12月4日晚間舉行完工通車典禮，並為此聯外道路最重要的橋梁三角湧大橋進行光雕點燈儀式，12月5日起開放通車。